# Kibaale
Kibaale è un centro abitato dell'Uganda, situato nella Regione occidentale.